# Leichtathletik-Weltmeisterschaften 2007/Teilnehmer (Liechtenstein)
| Goldmedaillen | Silbermedaillen | Bronzemedaillen |
| ------------- | --------------- | --------------- |
| –             | –               | –               |

Der Liechtensteiner Olympische Sportverband stellte mindestens eine Teilnehmerin und einen Teilnehmer bei den Leichtathletik-Weltmeisterschaften 2007 in der japanischen Metropole Osaka.

## Ergebnisse

### Männer

#### Laufdisziplinen
| Athlet         | Disziplin | Vorlauf | Vorlauf | Viertelfinale | Viertelfinale | Halbfinale | Halbfinale | Finale    | Finale |
| Athlet         | Disziplin | Zeit    | Platz   | Zeit          | Platz         | Zeit       | Platz      | Zeit      | Platz  |
| -------------- | --------- | ------- | ------- | ------------- | ------------- | ---------- | ---------- | --------- | ------ |
| Marcel Tschopp | Marathon  |         |         |               |               |            |            | 2:33:42 h | 47     |

Datum: 25. August 2007, 7:00 Uhr

Der Lauf in Osaka, der bei Temperaturen jenseits der 30 °C und einer Luftfeuchtigkeit von rund 80 % ausgetragen wurde, war der bisher langsamste Weltmeisterschaftsmarathon überhaupt. Von 85 gestarteten Athleten erreichten lediglich 57 das Ziel.

### Frauen

#### Laufdisziplinen
| Athletin                 | Disziplin | Vorlauf | Vorlauf | Viertelfinale | Viertelfinale | Halbfinale | Halbfinale | Finale    | Finale |
| Athletin                 | Disziplin | Zeit    | Platz   | Zeit          | Platz         | Zeit       | Platz      | Zeit      | Platz  |
| ------------------------ | --------- | ------- | ------- | ------------- | ------------- | ---------- | ---------- | --------- | ------ |
| Kerstin Metzler-Mennenga | Marathon  |         |         |               |               |            |            | 3:11:45 h | 53     |

Datum: 2. September 2007, 7:00 Uhr

Ebenso wie der Wettbewerb der Männer fand auch der der Frauen unter extremen Witterungsbedingungen statt. Bei Temperaturen um die 30 °C dauerte es lange, bis Vorentscheidungen fielen. Kerstin Metzler-Mennenga, die sich, wie nachträglich bekannt wurde, durch einen Sportbetrug qualifiziert hatte, kam auf den 53. Platz. Von 66 gestarteten Läuferinnen erreichten 57 das Ziel.